# Anastomose (botanique)
Pour les articles homonymes, voir Anastomose.
 (décembre 2018).

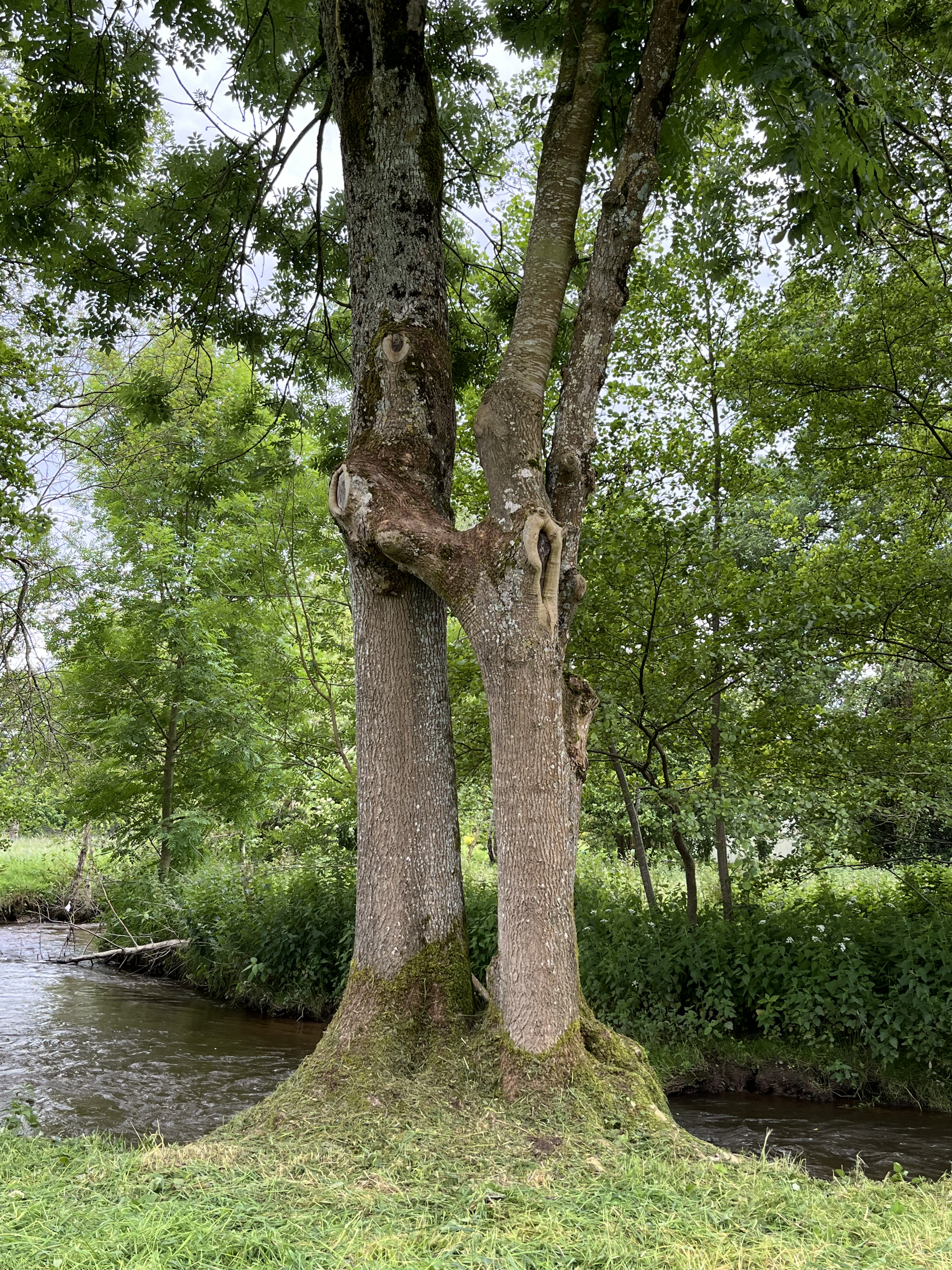
Anastomose prise en 2024 à Fougères, France.

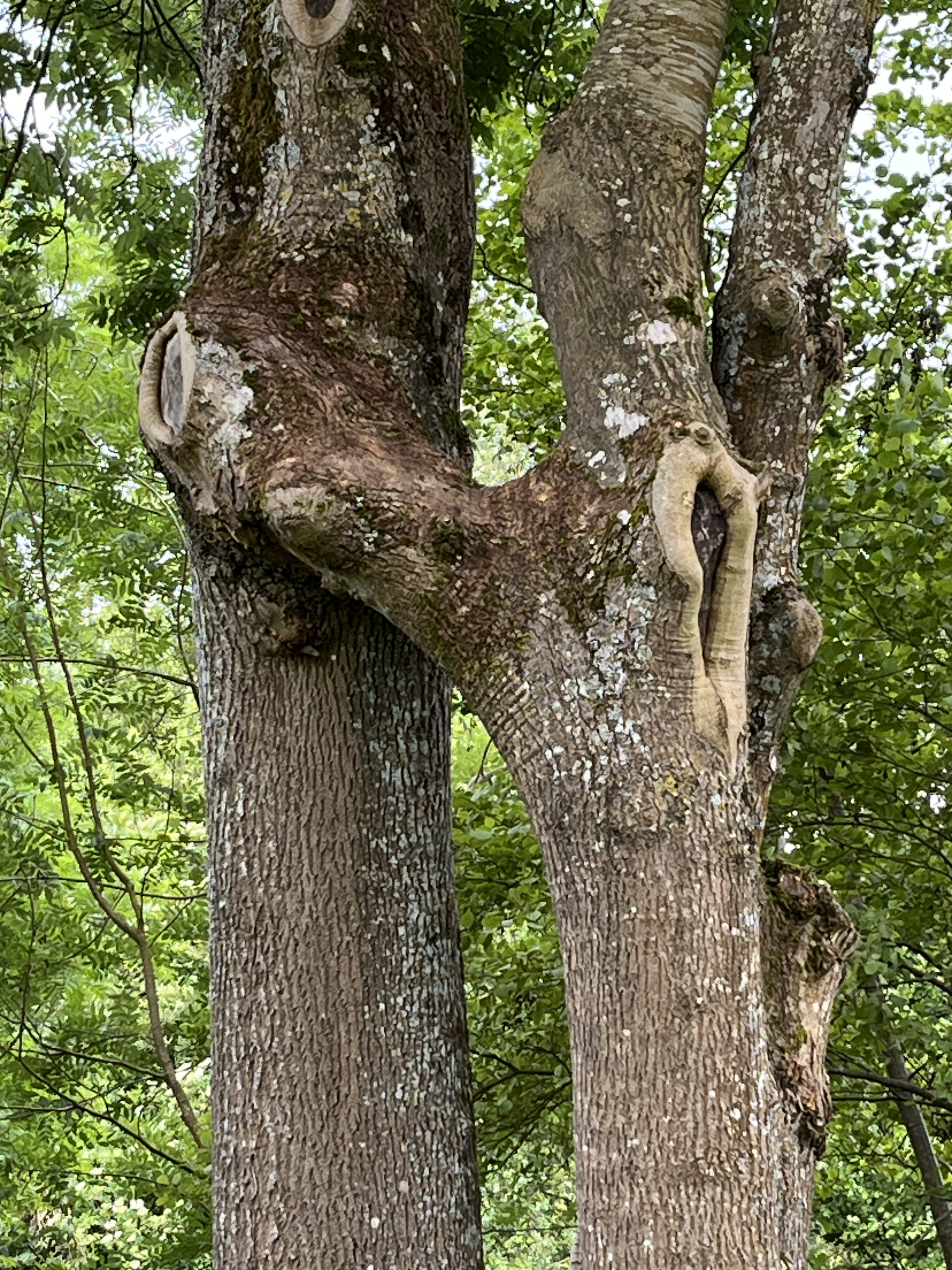
Anastomose prise en 2024 à Fougères, France.

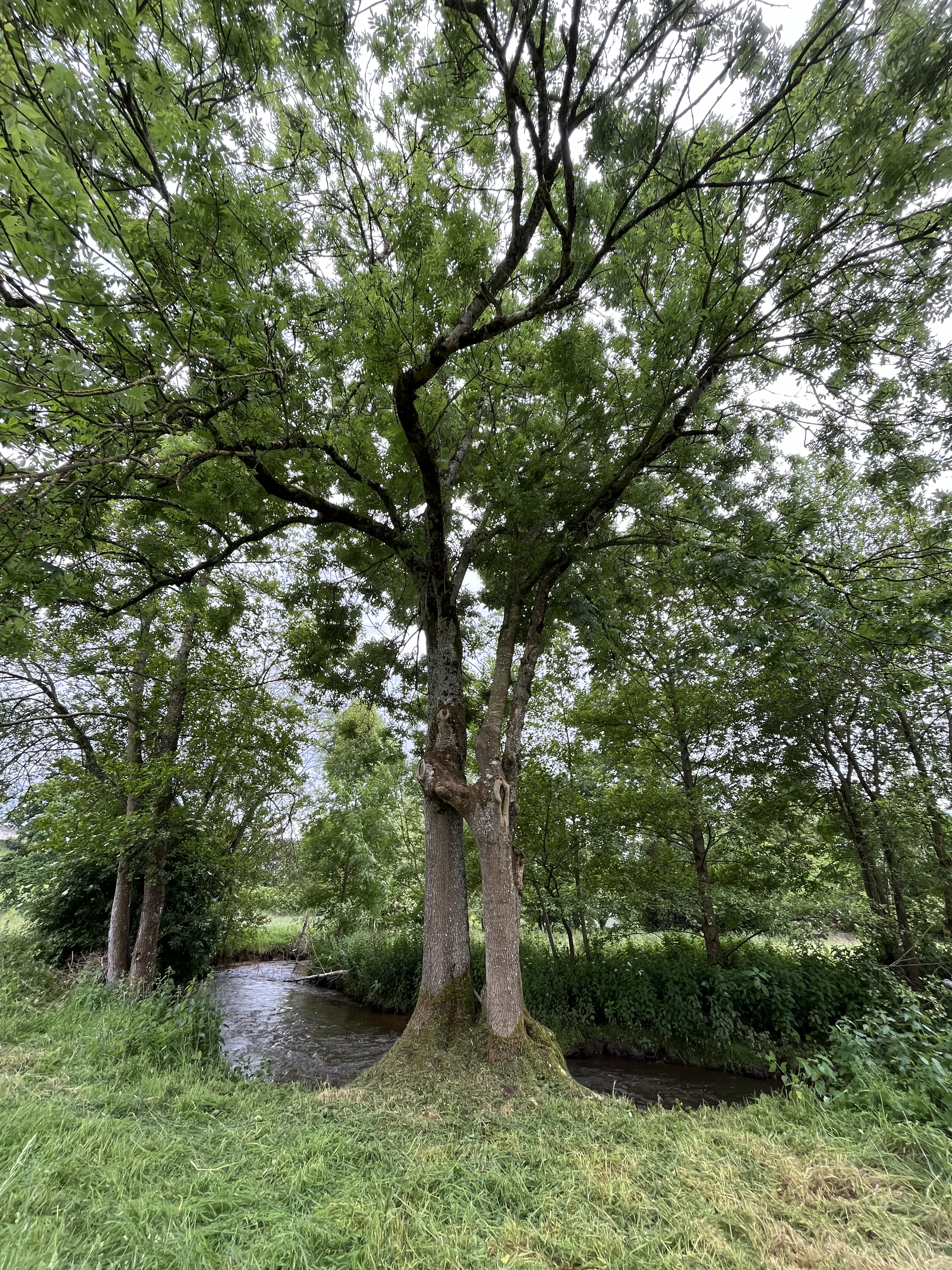
Anastomose prise en 2024 à Fougères, France.

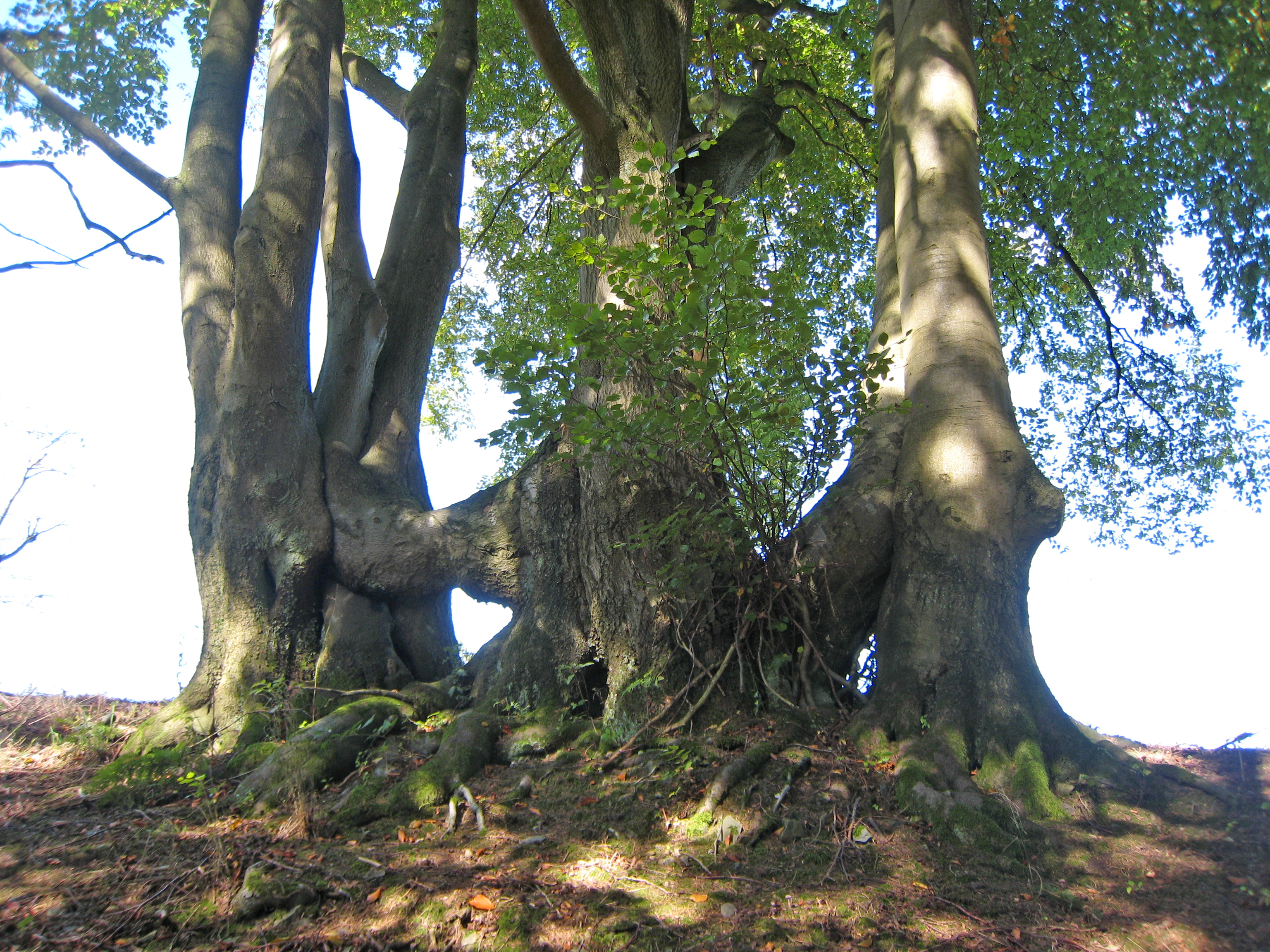
Fusion de trois hêtres via leur tronc.
Ster (Stavelot), Belgique.

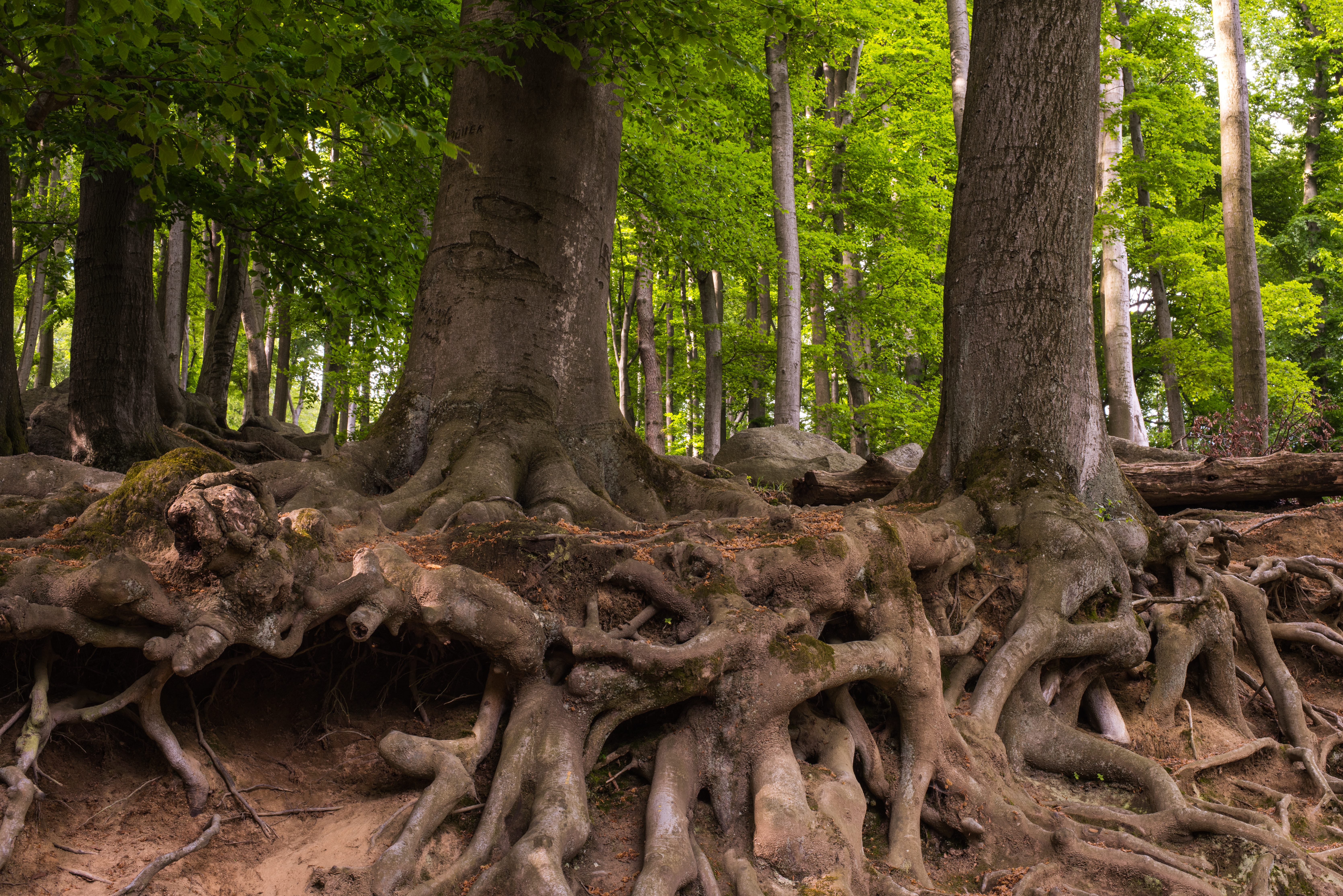
Soudures racinaires.

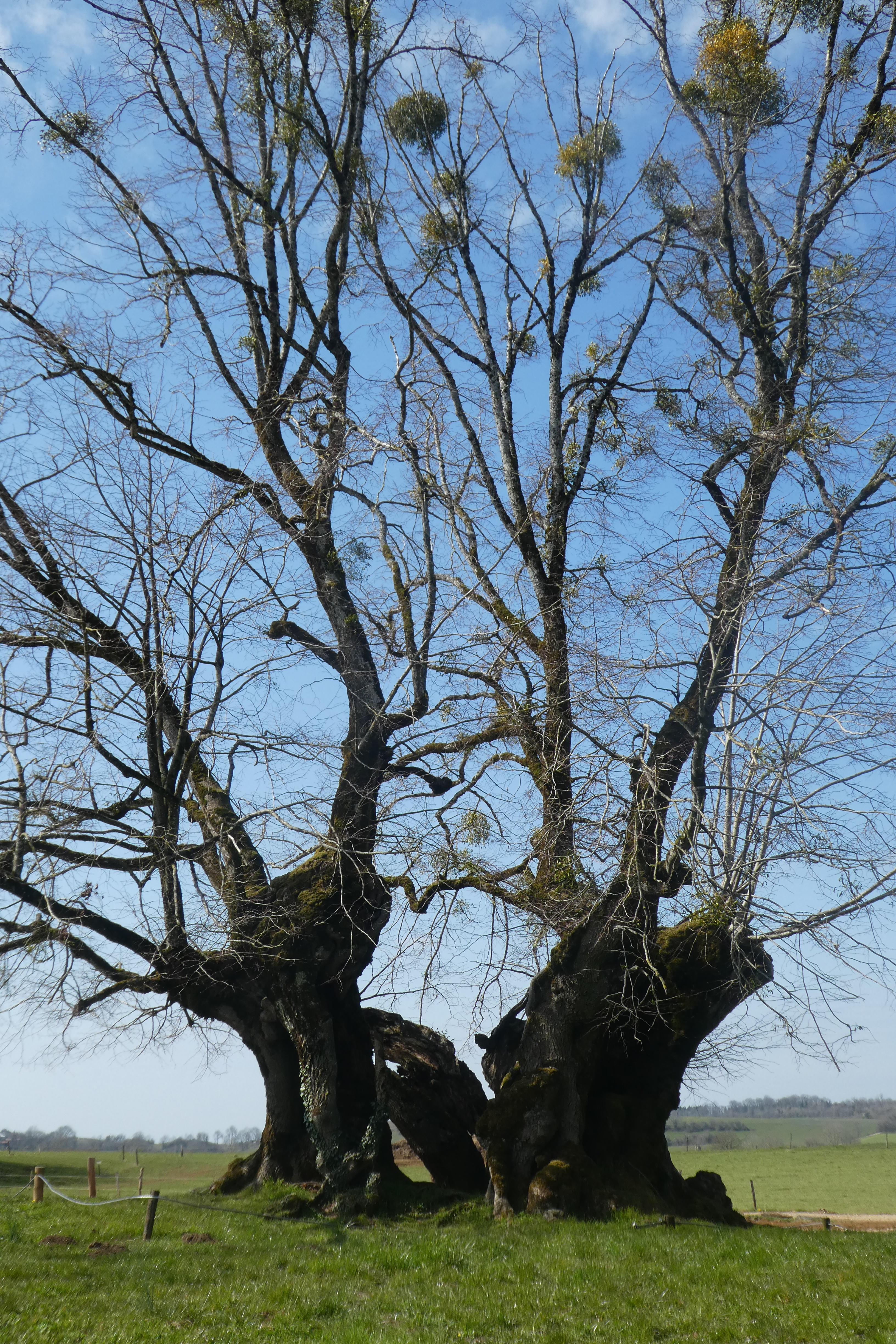
Le tilleul de La Grange-Sauvaget est une trogne, constituée probablement d'une énorme touffe de rejets, une colonie de « frères », d'âges très différents, peut-être : d'une part, ils ont survécu au tronc initial et, d'autre part, ils se sont anastomosés pour prendre l'aspect d’aujourd'hui.

Pour le botaniste ou le forestier, le mot anastomose décrit la fusion physique et fonctionnelle des organes de deux végétaux, en général appartenant à la même espèce, via les racines (greffe racinaire) ou plus rarement, des branches, des troncs (cas par exemple des haies plessées). La soudure permet la communication physique et biochimique entre ces organismes. Cette sorte de greffe naturelle se produisant à l'échelle d'un même arbre ou entre individus adjacents, est un phénomène naturel assez fréquemment observé sur les racines affleurantes des résineux. Il est spécialement développé pour les branches et troncs chez le hêtre tortillard. Il est artificiellement exploité dans certaines haies tressées ou sur les berges ou bords de chemin boisés. Il semble que sa fréquence et l'importance de l'anastomose racinaire aient pu être sous-estimées dans les forêts et alignements.
« Une synthèse bibliographique réalisée en 1959 (Bormann et Graham) dénombre 19 genres et 56 espèces d'arbres montrant des cas de soudures racinaires ».

## Avantage évolutif?
L'anastomose augmente le risque de circulation d'un pathogène par les soudures racinaires, d'un arbre à l'autre, et il semble[réf. nécessaire] que ce soit parfois le cas (c'est une cause plausible[réf. nécessaire] de mortalités brutales[Quoi ?] et inexpliquées de bouquets d'arbres dans un peuplement par ailleurs apparemment sain). Mais cet inconvénient apparaît[réf. nécessaire] être compensé par des avantages, encore mal compris[réf. nécessaire].
L'anastomose racinaire pourrait[réf. nécessaire] notamment :
- favoriser la résistance globale d'une population d'arbres face au vent et aux fortes pluies ;
- favoriser le maintien du sol (effet anti-érosif accru) ;
- favoriser l'exploitation optimale[Quoi ?] du milieu, par des arbres qui peuvent ainsi associer des « compétences génétiques »[Quoi ?] différentes (quand il ne s'agit pas de clones[évasif]). Par exemple un arbre sécrétant des molécules éloignant un champignon pathogène[Lesquelles ?] pour lui, anastomosé à un arbre meilleur que lui pour la capture d'oligoéléments vitaux[Lesquels ?], lequel[Lequel ?] est anastomosé avec un arbre dont les racines mieux mycorhizées forment une association beaucoup plus adaptée à son environnement[Quoi ?] que s'ils[Qui ?] étaient isolés les uns des autres.
- et donc favoriser la meilleure résilience écologique après chablis ou coupes d'éclaircie, avec une survie accrue et prolongée des arbres blessés et des souches.

Ce dernier point présente un intérêt scientifique[réf. nécessaire], mais aussi économique et sylvicole. Le pin Pinus contorta, commun au Canada (Alberta) pousse rapidement et il s'anastomose fréquemment et naturellement avec ses voisins proches. L'étude de couples de ces pins, anastomosés, mais dont l'un a été coupé (sans dévitalisation chimique de la souche) a montré un effet positif de l'anastomose racinaire sur le couple arbre-souche ;
- sur la longévité et la disposition des racines de la souche d'un pin coupé connectées à un pin vivant,
- mais aussi sur l'accroissement du diamètre de l'arbre vivant .
Des bosquets touffus d'arbres[Lesquels ?] anastomosés ont également été étudiés[réf. nécessaire] deux ans après qu'on y ait coupé une partie[Combien ?] des arbres. Deux ans après, de nombreuses[Combien ?] racines survivaient sur les souches connectées à des arbres vivants, et celles qui étaient les plus proches d'un arbre vivant ont mieux survécu[Quoi ?] et plus longtemps[Combien ?]. Enfin, après cette « éclaircie », les cernes des arbres vivants ont tous fortement augmenté en épaisseur, sauf lorsque ces arbres n'étaient pas connectés à une souche coupée mais à un arbre anastomosé mort d'une cause naturelle. L'étude a montré que les connexions fortes des libers (c'est-à-dire via de larges surfaces d'échange[pas clair]) sont celles qui ont le plus favorisé un grand nombre de racines sur les souches que celles[pas clair] avec de faibles zones de contact.

## Conclusions
Les anastomoses doivent encore être étudiées et mieux comprises, mais les études en cours laissent penser que :
- la gestion « pied à pied » ou « en bouquet », promue par les méthodes de type Prosilva et les labels tels que le FSC pourrait favoriser les anastomoses racinaires, tout en limitant les risques sanitaires en cas d'apparition d'un pathogène inhabituellement virulent ;
- le fait de planter des arbres issus de graines permet les anastomoses en réduisant le risque de diffusion de maladie, au profit d'une meilleure productivité (car la biodiversité est un facteur limitant le risque d'explosion épidémique d'un pathogène véhiculé par la sève ou les racines) ;
- enfin, on peut penser que le fait de planter densément des plants jeunes et d'espèces variées et locales comme le promeut Akira Miyawaki permet à la fois la création de bouquets d'arbres aux racines anastomosées, mais également bien mycorhysées ;
- favoriser les associations par anastomose sur les berges, ripisylves, bords de chemins et talus pourrait peut-être renforcer l'efficacité anti-érosive du tissu racinaire des arbres, et leur résistance aux aléas météorologiques.

Il est possible que l'anastomose ait aussi des inconvénients pour une population.
L'étude des anastomoses racinaires dévoile de nouveaux aspects de l'écologie forestière, qui pourraient mieux expliquer l'efficacité de méthodes de restauration ou gestion forestière telles que la méthode Miyawaki. 
Chez les ligneux, comme chez d'autres groupes d'espèces, l'association  "collaborative" d'individus se montre ici potentiellement plus efficace dans l'évolution adaptative que le "struggle for life" individuel que certains ont cru pouvoir déduire de l'œuvre de Darwin.